# Masquerade (videojoc)
Masquerade va ser un videojoc d'aventura del gènere policíac per als microordinadors Apple II i Commodore 64, alliberat el 1983.
El joc era considerat tan difícil que Phoenix va organitzar un concurs en què va oferir un premi de 1.000 US$ a qualsevol que va resoldre l'enigma. L'empresa va ser venuda abans que el concurs va acabar, però el distribuïdor American Eagle sembla haver pagat el premi a una senyora resident a Nova York.

## Jugabilitat
El personatge principal és un detectiu que està treballant en un cas. La gent no col·labora i les pistes no han servit de res, fins que troba un col·laborador d'una organització criminal. El segueix a un hotel per reduir-lo. Amb alguns elements que portava a sobre, es pot trobar un nou enfocament del cas.
Masquerade és una aventura de text gràfic on es veu una imatge de cada lloc on es troba, mentre que el text que hi ha a sota descriu el que es pot veure. S'utilitza el teclat per escriure ordres per controlar el personatge i interactuar amb diferents llocs i persones.